# Ewen MacDougall
Pour les articles homonymes, voir MacDougall.
Ewen MacDougall  (†  entre 1263/1275). (vieux norrois: Jón Dungaðarson ,gaélique: Eóghan )  Roi des Isles de 1248 à 1263 seigneur d'Argyll 3e seigneur de Dunollie  et de Lorn.

## Biographie
Ewen MacDougall est le fils de Duncan MacDougall seigneur de Dunollie.
Il succède à son père vers 1247 comme vassal de la  Norvège. L'année suivante il se rend à Bergen à la cour du roi de Norvège avec son cousin Dugald MacRuairi  afin de demander à leur suzerain Håkon IV de Norvège d'arbitrer entre eux pour la dévolution du titre de « Roi des Isles ».
Le roi accorde le titre à  Ewen et comme par ailleurs Harald de Man était mort  à l'automne 1248 lors d'un naufrage au cours d'un voyage de retour de Bergen à son royaume Håkon IV  octroie également  Ewen l'autorité sur le royaume de Man.
Dès son retour Ewen se trouve dans l'impossibilité de s'imposer contre les deux usurpateurs qui occupent successivement le trône Harald II de Man et Ivarr de Man. Il doit abandonner ses droits à l'héritier légitime Magnus III de Man à qui il accorde sa fille Marie comme épouse.
Ewen doit ensuite faire face au roi Alexandre II d'Écosse qui entreprend en 1248 une expédition destinée à soumettre à son autorité les principautés de l'ouest de son royaume. L'opération prend rapidement fin à la suite du décès du souverain de maladie dans le petit îlot Kerrera au large d'Orban  le 6 juillet 1249.  Ewen entre immédiatement en négociation avec les régents qui exercent le pouvoir pour le compte du jeune Alexandre III d'Écosse et leur propose son ralliement contre la reconnaissance de sa souveraineté. En 1255 il se rend à la cour d'Alexandre III et se voit reconnaitre le titre de seigneur de l'Argyl contre un tribut de 60 merks
Anticipant la défection de Ewen, Dugald s'était fait proclamer « roi des Îles » par ses partisans dès 1249. Le roi Håkon IV de Norvège le reconnait comme tel en 1252. Entre 1253 et 1262 Dugald sillonne les îles de la mer d'Irlande comme un seigneur pirate attaquant indistinctement les navires anglais, écossais ou irlandais.
En 1263 Après avoir tenté d'obtenir de la Norvège la cession de la suzeraineté des îles de Man et des Hébrides, Alexandre III d'Écosse doit faire face à la formidable expédition du roi Håkon IV de Norvège qui constitue le principal épisode de la Guerre écosso-norvégienne. Le conflit se termine rapidement du fait de la mort Håkon IV de Norvège de maladie aux Orcades en décembre 1263  et de la signature par son successeur Magnus VI de Norvège en 1266 du Traité de Perth. Ewen qui était demeuré pendant ces événements un loyal sujet du roi d'Écosse reçoit en récompense la confirmation de ses droits sur sa seigneurie de Lorn.
La date exacte de la mort d'Ewen n'est pas connue, il dut cependant mourir après 1270.

## Postérité
Ewen d'une épouse inconnue laisse une large postérité:
- Marie « de Ergadia » (i.e : d'Argyll)  († 1304)  qui épouse successivement:  Magnus III de Man (†  1265) puis en 1268: Maol Íosa II, de Strathearn († 1271) puis vers 1275: Sir Hugh Abernethy († 1291) et enfin: William FitzWarin († 1299).
- Alexandre MacDougall  († vers 1310) 4e seigneur de Dunollie et de Lorn
  - John Baccach MacDougall  (†  vers 1317), 5e seigneur de  Dunollie et de Lorn
  - Juliana épouse Alexandre Ier MacDonald d'Islay Seigneur des Îles
- Duncan 6e seigneur de  Dunollie  et de Lorn ancêtre du Clan MacDougall

## Sources
- (en)  Mike Ashley The Mammoth Book of British Kings & Queens Robinson (Londes 1998)   (ISBN 1841190969)  « Ewen Mac Dougall » p. 435-436  et table généalogique no 26 p.  433.
- (en) A.A.M. Duncan & A.L. Brown Proceedings of the society, 1956-57. « Argyll and the Isles in the earlier Middle Ages » p. 192-220.
- (en) John L. Roberts  Lost Kingdoms Celtic Scotland and the Middle Ages Edinburgh University Press (Edinburgh 1997)  (ISBN 0748609105). p.  98 & 101 et table généalogique 5.2 p. 99.